# 日本医歯薬専門学校
日本医歯薬専門学校（にほんいしやくせんもんがっこう）は、東京都杉並区高円寺南2-44-1にある専門学校。運営は学校法人東京滋慶学園。

## 概要
東京都杉並区に所在し、歯科衛生士、医療秘書、視能訓練士等を養成する専門学校。「実学教育」「人間教育」「国際教育」を軸とした建学の理念を掲げている。

## 沿革
ホームページ沿革より抜粋
- 1988年3月  - 学校法人日野学園認可。東京都認可の専修学校｢日本医歯薬専門学校｣ として発足。開設学科は医療秘書科、歯科秘書科。
- 1988年4月  - 生命工学技術科を設置。
- 1991年3月  - 新校舎完成。
- 1991年4月  - 歯科アシスタント科、薬業科を設置。
- 1993年3月  - 病院管理科を設置。
- 2004年4月  - 滋慶学園グループのグループ校となる。
- 2007年4月  - 歯科衛生士学科(３年制・昼夜間)を設置すると共に厚生労働省認定の歯科衛生士養成校となる。
- 2009年4月  - 登録販売者夜間学科を設置。
- 2012年4月  - こども心理学科(夜間部)を設置。
- 2012年4月  - 学校法人日野学園が学校法人歯研会学園、東京生命科学学園、赤堀学園と合併し、学校法人東京滋慶学園が発足。当校の運営は学校法人東京滋慶学園となる。
- 2014年4月  - 医療実務学科(夜間部)を設置。
- 2018年3月  - こども医療保育学科を廃止。
- 2020年4月  - 医療事務学科の呼称を医療事務IT学科に改編。
- 2021年4月  - くすりアドバイザー学科(1年制・夜間部)を設置。
- 2023年4月  - 医療事務IT学科を歯科助手科に、くすりアドバイザー学科を登録販売者学科にそれぞれ名称変更。
- 2024年4月  - 歯科助手学科を廃止。社会福祉士・キャリアコンサルタント養成学科（2年制・夜間）を設置。

## 設置学科
- 歯科衛生士学科
  - 午前部
  - 夜間部
- 視能訓練士学科
  - 午前部
  - 夜間部
- 登録販売者学科
- 社会福祉士・キャリアコンサルタント養成学科

### 受験資格
- 歯科衛生士
- 視能訓練士

### 目指す民間資格
- 医療保険調剤事務士
- 上級救命認定
- 医療秘書技能検定
- 医事コンピュータ技能検定

## グループ校
- 東京医薬看護専門学校
- 新東京歯科技工士学校
- 新東京歯科衛生士学校